# Karimganj (stad)
Karimganj is een stad en gemeente in het district Karimganj van de Indiase staat Assam. 

## Demografie
Volgens de Indiase volkstelling van 2001 wonen er 52.316 mensen in Karimganj, waarvan 51% mannelijk en 49% vrouwelijk is. De plaats heeft een alfabetiseringsgraad van 83%. 